# O multiocular
La O multiocular (ꙮ) es una variante de la letra cirílica О, que se encuentra en un solo manuscrito, en la frase «серафими многоꙮчитїи», seráfimi mnagóchity, “serafín de muchos ojos”. Fue documentado por Yefim Karskiy en una copia de un salterio alrededor del año 1429, ahora incluido en la colección del monasterio de la Trinidad y San Sergio, y subsecuentemente incorporado  a Unicode como el carácter U+A66E.

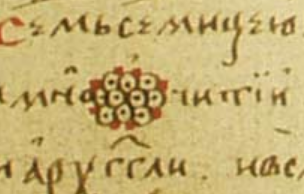
Fragmento del manuscrito en el que se documenta esta variante de O con diez «ojos».